# Swatch Internet Time
A Swatch Internet Time foi um projeto da Swatch que eliminava fusos horários e limites geográficos construindo um horário imutável de região para região.
O dia real foi dividido em 1000 "beats" (cujo símbolo é @).
Cada beat é equivale a 1 minuto e 26,4 segundos.
O BMT, Biel Mean Time ou Meridiano de Biel é como o Meridiano de Greenwich, é a referência mundial para a Internet Time. Foi inaugurado em  23 de Outubro de 1998 na cidade onde se localiza a matriz da empresa.
O beat não se tornou popular. Um dos motivos mais prováveis para isso é o fato que para se ajustar ao horário medido em beats é preciso fazer a conversão da hora local utilizando-se a UTC.
Está é o Swatch Internet Time quando esta página foi gerada: @657.